# Alfredo Pitto
Alfredo Pitto   (Liorna, 25 de maig de 1906 - Milà, 16 d'octubre de 1976) fou un futbolista italià, que jugava com a centrecampista, que va competir durant les dècades de 1920 i 1930.
A nivell de clubs jugà, entre d'altres, a l'AS Livorno, Bologna Football Club, ACF Fiorentina o Inter de Milà. En el seu palmarès destaca la lliga italiana de 1928-1929 i la Serie B de 1936-1937.
Amb la selecció nacional jugà 29 partits entre 1928 i 1935, en què marcà 2 gols. El 1928 va ser seleccionat per disputar els Jocs Olímpics d'Amsterdam, on l'equip italià guanyà la medalla de bronze en la competició de futbol. Guanyà la Copa Internacional d'Europa Central de 1927-1930 i 1933-1935.